# 余文中
余文中，浙江西安人，明朝政治人物。

## 生平
萬曆十九年（1591年）辛卯科浙江鄉試举人。萬曆三十八年（1610年），任永安縣知縣。后升任汀州府同知。